# Carl Neumann (componist)
Carl Neumann (Berlijn, 27 mei 1822 – ? ) was een Duits componist, militaire kapelmeester en hoornist.
Neumann was van 1848 tot 1859 kapelmeester van het Pruisische Garde-schutters Bataljon te Berlijn. Vervolgens was hij dirigent van het 7e jagersbataljon te Düsseldorf. Hij bewerkte diverse marsen en componeerde ook eigen werken. 

## Composities

### Werken voor harmonieorkest
- Avancier-Marsch
- Marsch nach Motiven aus der Oper: "Indra, das Schlangenmädchen" (van Friedrich von Flotow)
- Prinz Eugen-Geschwindmarsch